# Bengt Ramström
Bengt "Pinnen" Ramström, född 25 december 1954 i Torsby, är en svensk tidigare bandyspelare. Ramström, som är mera känd under smeknamnet Pinnen ansågs vara en snabb och intelligent anfallare, ytterst svårstoppad tack vare sin låga tyngdpunkt och snabba skridskor.
Efter att ha inlett sitt bandyspelande i IFK Skoghall och Örebro SK värvades Ramström 1977 till IF Boltic, som under "Pinnens" 10 säsonger vann 8 SM-guld. I landslaget debuterade han redan som 18-åring och var under 1980-talet tongivande och deltog i sex VM-turneringar med tre vunna VM-guld. Ramström avslutade sin karriär med SM-guld med Boltic 1988 där han i slutminuterna av finalen mot Vetlanda BK gjorde ett karakteristiskt solomål.
Ramström är expertkommentator i bandy för radiosporten. Han gick i pension 2017 från sitt arbete som säljansvarig på ett dotterbolag till Shell.

## Meriter
- Världsmästare 1981, 1983, 1987
- Svensk mästare med Boltic 8 gånger under 10 säsonger 1978 - 1988
- "Årets man" i svensk bandy säsongena 76/77, 78/79 och 81/82